# PSOE Europa
El PSOE Europa es la federación regional del Partido Socialista Obrero Español fundada en 1985 y que engloba las agrupaciones locales del partido ubicadas en el exterior de España pero en el interior del continente europeo (en Alemania, Bélgica, Francia, Italia, Luxemburgo, Reino Unido e Irlanda y Suiza). Desde 2006, ya no existen las varias agrupaciones territoriales (carácter orgánico provincial) de cada país, lo cual establece un vínculo directo entre niveles regional y local. El PSOE Europa fue fundado inmediatamente después de la victoria franquista en la guerra civil española. Las primeras agrupaciones de refugiados entre los que destacan altos dirigentes de la Segunda República se crean en el sur de Francia y a los pocos años en Bélgica y Suiza. En el mismo período se crean agrupaciones en el continente americano, sobre todo en México y Argentina.
La federación celebra su Congreso cada cuatro años. El máximo órgano entre congresos es el Comité Director, órgano en el cual son representadas las agrupaciones locales y que ejerce el control sobre la Comisión Ejecutiva, la dirección, cuyo mandato dura cuatro años.
Debido a que el PSOE Europa sea la federación regional del PSOE con mayor extensión geográfica, PSOE Europa cuenta en su Comité Ejecutivo con miembros de las distintas Agrupaciones locales en Europa.
El PSOE Europa cuenta actualmente con cinco miembros en el Comité Federal del PSOE y su secretario/-a general es miembro nato del mismo así como del Consejo de Política Federal del PSOE (anteriormente Consejo Territorial).
En el marco del 40 Congreso del PSOE y a iniciativa del PSOE Europa se consiguió introducir la doble militancia temporal en el Reglamento de desarrollo. Fue ratificado por el Comité Federal. Entre otros hitos de la presente ejecutiva que es también el resultado del trabajo de las anteriores ejecutivas, se halla la reciente derogación del voto rogado para los residentes españoles en el exterior.

## Objetivo
Mantener y difundir las ideas socialistas acerca de los ciudadanos españoles residentes en el extranjero. Realizar el seguimiento de la acción de gobierno estatal y autonómica destinada a los ciudadanos en el exterior. Hacerse eco de las reivindicaciones de los españoles de Europa en el seno del PSOE. Elaborar y formular propuestas políticas en acuerdo con su misión.
En febrero de 2006, el PSOE Europa celebró en París una importante Conferencia Política en la cual fijó sus nuevas metas políticas y asumió entre sus prioridades la defensa de la representación parlamentaria (nacional y autonómica) de los dos millones de ciudadanos españoles residentes en el exterior. Tomó como modelo las circunscripciones electorales exteriores establecidas por países como Francia, Italia, Portugal y Croacia.
Tras años de parón debido a la existencia de una comisión gestora, desde marzo de 2018 el PSOE Europa ha vuelto a funcionar restableciendo así sus responsabilidades orgánicas

## Comisión Ejecutiva 2025-
- Secretaría General: Luis Planas
- Vicesecretaría General, Secretaria de Igualdad y asuntos sociales:  Naxalli Lozano
- Secretaría de Organización: Martín Martínez
- Secretaría de Acción Electoral y Juventud: Aroa Fandiño
- Secretaría de Migración y Memoria Histórica: Antonio Foncubierta
- Secretaría de Comunicación, Redes y Participación Ciudadana: Cristina Riveiro
- Secretaría de Impulso, articulación territorial y relaciones con Agrupaciones locales: Alejandra Almarcha
- Secretaría de Unión Europea: Héctor Solaz
- Secretaría de Acción Democrática, Estudios y Programas: Guillermo Íñiguez
- Secretaría de Economía y Empresa: Pilar Ruiz

## Comisión Ejecutiva 2018-2022
- Secretaría General: Isabel Báez
- Vicesecretaría General:  Tony Fernández Arias
- Secretaría de Organización: Fernando Sampedro Marcos
- Secretaría de Acción electoral, Participación y Unión Europea: Luis Planas Herrera
- Secretaría de Comunicación e Igualdad: Teresa Vallejo Molina
- Secretaría de Digitalización y Administración: Luis Rivas
- Secretaría de Ciudadanía Exterior: Richard Burton
- Secretaría de Asuntos Sociales: Ramiro Muñoz
- Secretaría de Estudios y Programas: Vega Ibáñez
- Secretaría Ejecutiva: Pilar Ruiz Huélamo

## Comisión Gestora
Dirección provisional nombrada por la Comisión Ejecutiva Federal el 8 de septiembre de 2014:
- Presidente: Juan Cenzual Coca (PSOE Ginebra)
- Responsable de Organización: Roberto Jiménez Alli (Secretario de Emigración de la CEF hasta el 01.10.2016)
- Vocal: Victoria Pérez Martín (PSOE París) (dimitida)

## Comisión Ejecutiva 2012-2014
Dirección elegida en el 9 Congreso (Bruselas, 12-13 de mayo de 2012), dimisión el 27 de julio de 2014:
- Presidente:  Javier Moreno
- Secretaria General:  Miriam Herrero
- Vicesecretaria General:  Ángela Sabater
- Secretaria de Organización: Yolanda Tirado
- Secretario de Comunicación y Formación: Víctor Gómez Frías
- Secretaria de Relaciones Institucionales: Juan López
- Secretario de Educación e Igualdad: Moisés González
- Secretario de Administración: José Delgado
- Juventudes Socialistas Españolas en Europa: Beatriz Talegón

## Comisión Ejecutiva 2008-2012
Dirección elegida en el 8 Congreso (Lausanne, 13 de septiembre de 2008):
- Secretario General:  Javier Moreno
- Secretaria de Organización: Miriam Herrero (desde el 05.03.2011), Antoine Quero (hasta el 05.03.2011)
- Secretario de Comunicación e Innovación (portavoz): Marco Ferrara
- Secretaria de Relaciones Institucionales: Ángela Sabater (desde 05.03.2011), Miriam Herrero (hasta el 05.03.2011)
- Secretario de Economía y Bienestar Social: Antoine Quero (desde el 05.03.2011)
- Secretaria de Bienestar Social: Ángela Sabater (hasta el 05.03.2011)
- Secretario de Educación y Cultura: Fernando Abril García (desde el 05.03.2011), Horacio Díaz del Barco (hasta el 05.03.2011)
- Secretario de Administración Pública en el Exterior: Edouard de l'Or Fomenou
- Secretaria de Igualdad: Lola Sisternas (hasta abril de 2011)
- Secretaria de Movimientos Sociales y Juventud: María López Muradás

## Comisión Ejecutiva 2004-2008
Dirección elegida en el 7 Congreso (Bruselas, 12 y 13 de noviembre de 2004):
- Secretario General:  Javier Moreno (eurodiputado)
- Vicesecretario General: Antoine Quero
- Secretaria de Organización y Acción Electoral: Carmen Madrid
- Secretaria de Administración y Finanzas: Isabel Jubete
- Secretario de Estudios y Programas: José Rojas Alonso
- Secretario de Movilización y Extensión Orgánica: Pablo González
- Secretaria de Asuntos Sociales: Ángela Sabater
- Secretario de Comunicación e Información (portavoz): Marco Ferrara
- Secretaria de Relaciones Institucionales, Educación y Cultura: Miriam Herrero